# A281-es autópálya (Németország)
Az A281-es autópálya (németül: Bundesautobahn 281) egy autópálya Németországban. Hossza 20,5 km.